# Aténolf II de Bénévent
Aténolf II de Bénévent (mort le  10 décembre 940) prince corégent de Capoue et de Bénévent de 910 à 940.

## Origine
Aténolf II est le second fils du Prince Aténolf Ier de Capoue-Bénévent. Il est associé comme corégent de Capoue et de Bénévent en 910 avec son frère Landolf Ier. Toutefois son  frère Landolf avait seul reçu seul la dignité de Patrice après son ambassade à Constantinople en 910. Lorsqu'en 915 Landolf Ier reçoit le titre nouveau d'Anthypatos Aténolf II devient à son tour Patrice. Le 10 juillet 916 il conclut conjointement avec son frère un traité d'alliance avec le dux du Consul Jean II de Naples contre les musulmans. Lors de la révolte d'Apulie de 921/922 il conquiert avec son frère Landolf  la presque totalité de la région sur les Byzantins et lors de l'expédition du Patrice Cosmas avec onze navires il fait partie des princes lombards contre qui une alliance est conclue entre Constantinople et le roi Hugues d'Arles.
Aténolf II meurt le 10 décembre 940. Sa disparition est enregistrée en 941 par le Chronicon Monasteri Beneventani soit deux années avant son frère Landolf Ier. Aténolf II épouse vers 911 Sichelgaite fille du duc Jean Ier de Gaète, avec qui il a :
- Landolf de Conza ;
- Landenolf ancêtre des comtes d'Acerra et d'Isernia ;
- Aténolf ancêtre des comtes de Teano ;
- Gaitelgrime épouse de Guaimar II de Salerne.

## Articles liés
- Landulfides
- Prince de Capoue

## Sources
- Jules Gay L'Italie méridionale et l'Empire byzantin depuis l'avènement de Basile Ier jusqu'à la prise de Bari par les Normands (867-1071) Albert Fontemoing éditeur, Paris 1904 p. 636.
- (en) Atenulf II (912-940) sur le site Medieval Lands.